# Pierre-Jacques Volaire
Pierre-Jacques Volaire, detto le chevalier Volaire (Tolone, 30 aprile 1729 – Napoli, 19 settembre 1799), è stato un pittore francese, specialista nelle vedute.

## Biografia
È nato in una grande famiglia di pittori di Tolone: il nonno Jean Volaire era pittore decorativo dell'arsenale, mentre il padre Jacques Volaire era il pittore ufficiale della città. Pierre-Jacques Volaire lavorò con Claude Joseph Vernet dal 1754 al 1762 per la serie dei Porti di Francia. L'influenza di Vernet segnò alcune opere di Volaire, in particolare i paesaggi marini.
Nel 1762 Volaire si trasferì a Roma, dove divenne membro dell'Accademia di san Luca e cavaliere. La concorrenza sul mercato dell'arte tuttavia lo portò a stabilirsi a Napoli nel 1767, dove rimase da allora in poi. Si specializzò in raffigurazioni del Vesuvio in eruzione. All'epoca il vulcano era in piena attività e Napoli attirava i viaggiatori del Grand Tour (inglesi, francesi, tedeschi e russi) che costituivano la clientela dell'artista. Volaire raffigurò le eruzioni del vulcano da diversi punti di vista e in diversi formati. Il successo dei suoi dipinti incoraggiò la concorrenza di pittori come Jakob Philipp Hackert, Wütky, Joseph Wright of Derby e Pietro Antoniani, oltre a dare origine, alla fine del XVIII secolo, alle gouaches napoletane di Pietro Fabris, Giovanni Battista Lusieri e Saverio della Gatta.
Volaire inventò così un genere di paesaggio che non era più quello di Vernet, né quello neoclassico, ma che può essere definito pittoresco per la drammaticità e il colore che caratterizzano i paesaggi pre-romantici. Quanto al soggetto stesso, l'eruzione del vulcano, si adattava perfettamente al gusto tardo settecentesco per le catastrofi naturali e i grandi sconvolgimenti del mondo.

## Collezioni pubbliche
- La cascata (1768), museo d'Arte di Tolone.
- Eruzione del Vesuvio e veduta di Portici (1767 circa), olio su tela, 130 × 227 cm, museo di belle arti di Nantes.
- L'eruzione del Vesuvio (1771 circa), museo di belle arti di Brest.
- L'eruzione del Vesuvio (1771), Art Institute of Chicago.
- L'eruzione del Vesuvio (1771), Le Havre, museo d'arte moderna André Malraux.
- Naufrage (vers 1774), San Pietroburgo, museo dell'Ermitage.
- Eruzione del Vesuvio (1774), Warwick, Compton Verney House[3].
- L'eruzione del Vesuvio col ponte della Maddalena (1777), Raleigh, North Carolina Museum of Art.
- Eruzione del Vesuvio (1785), Parigi, museo del Louvre.
- Eruzione del Vesuvio (1785), museo d'Arte di Tolone.
- Eruzione del Vesuvio dall'Atrio dal Cavallo, 1985 ca, Collezione privata, Milano
- Un incendio, olio su tela, 47,5 x 74,4 cm, Digione, museo di belle arti[4].
- Veduta di Gaiola, Los Angeles, Getty Center.
- Diversi schizzi al museo delle belle arti di San Francisco.
- Veduta delle sponde del Mediterraneo, L'Eremita al museo delle Belle arti di Agen.

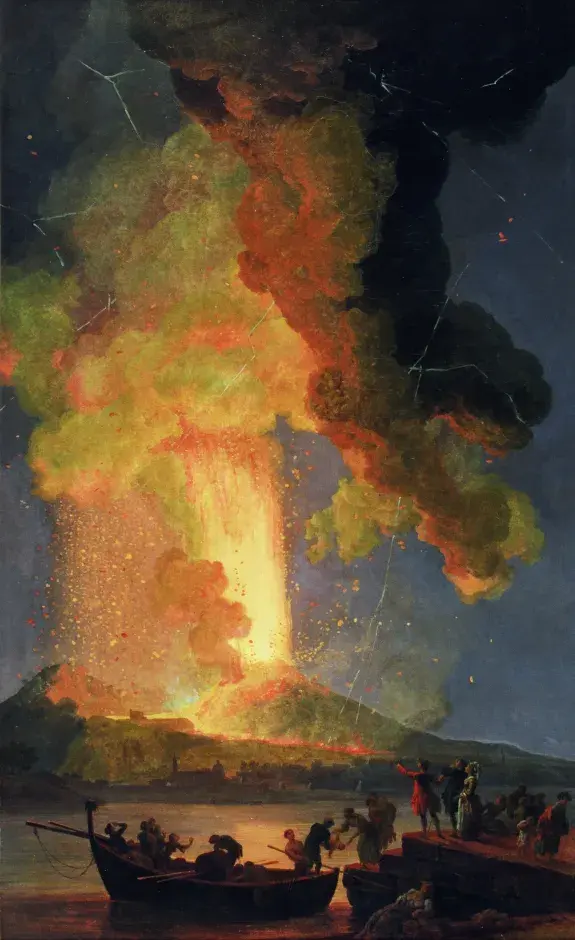
L'eruzione del Vesuvio, museo delle Belle arti di Brest.
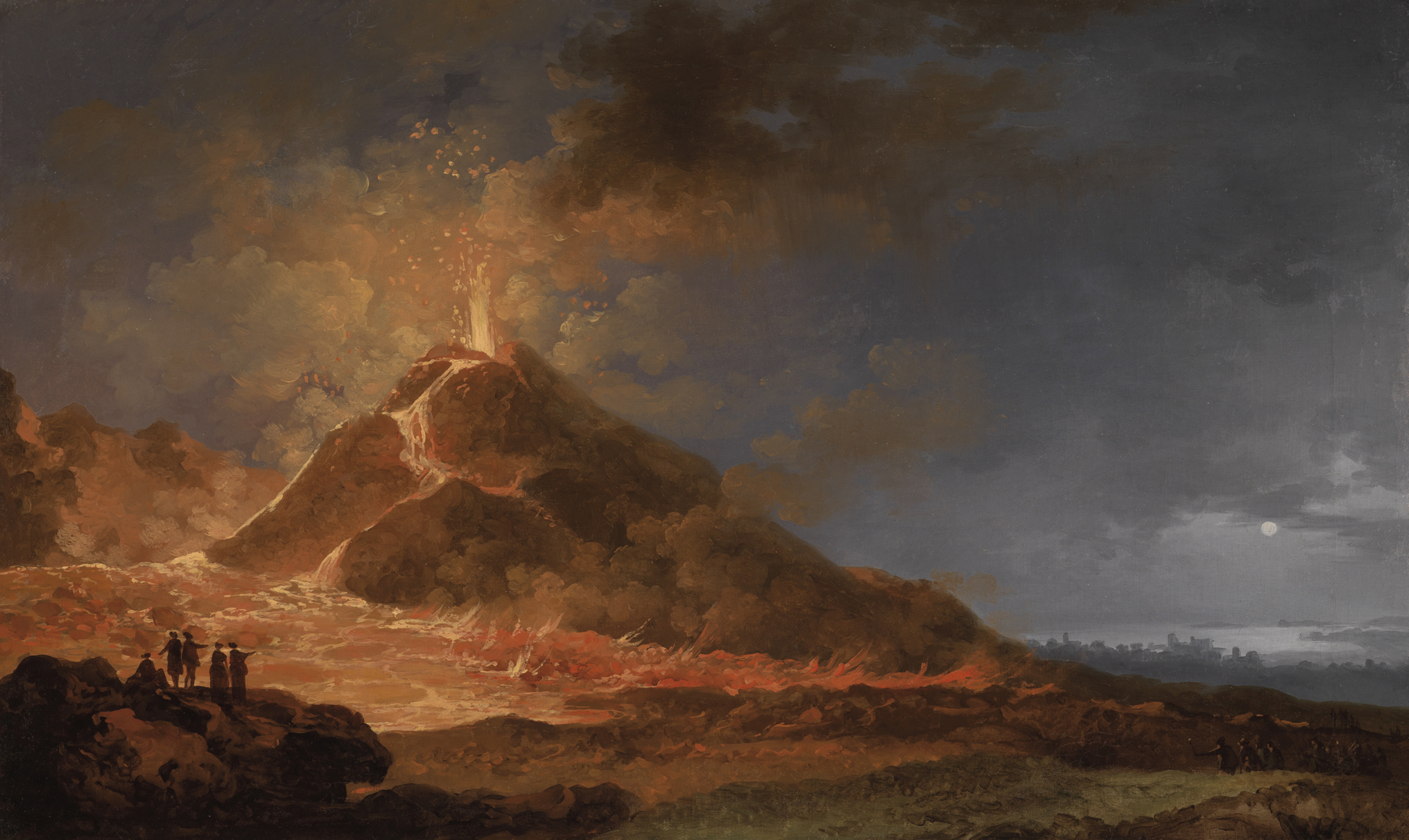
L'eruzione del Vesuvio, 14 maggio 1771, Karlsruhe, Staatliche Kunsthalle.
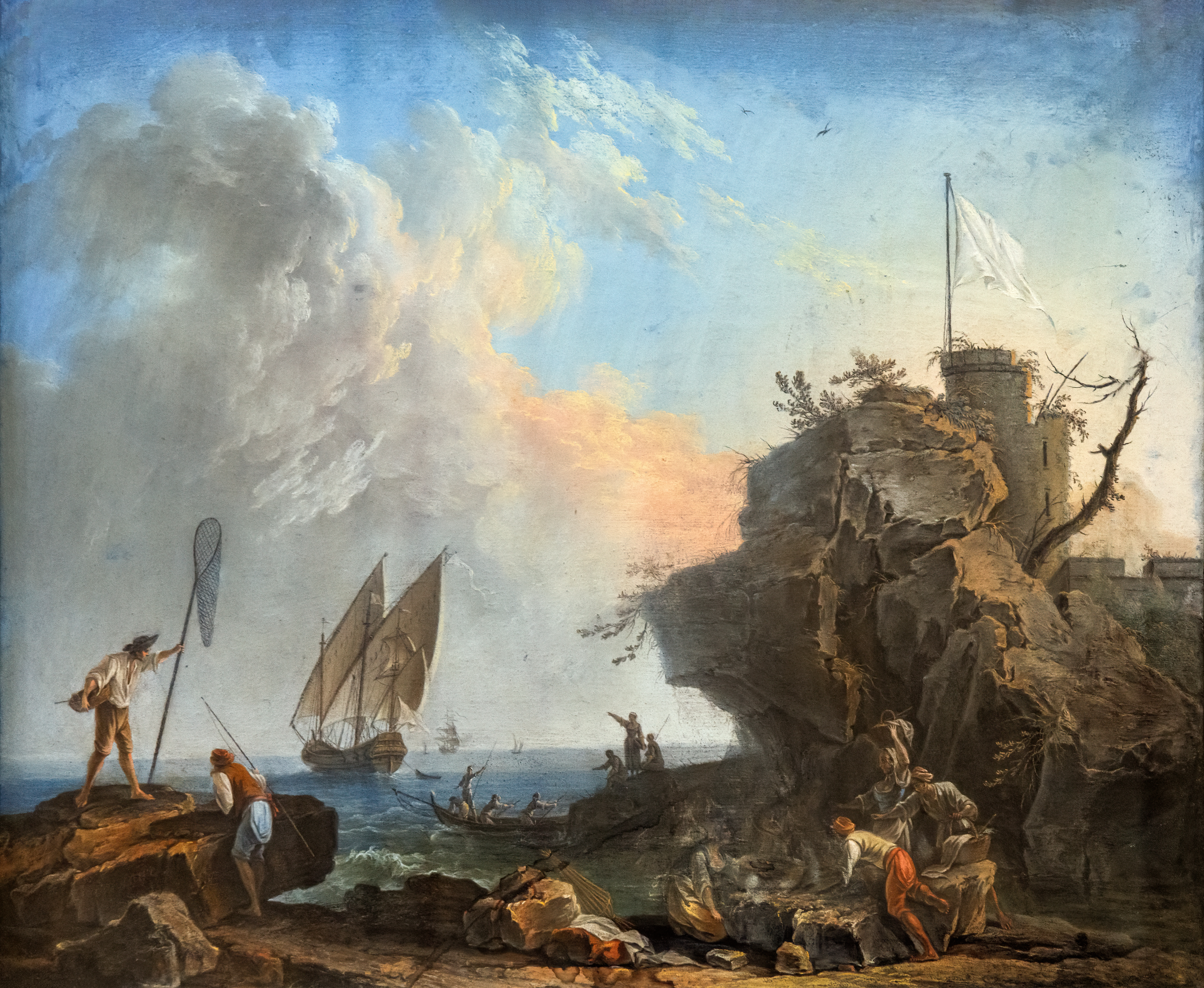
Veduta delle sponde del Mediterraneo, Museo delle Belle arti di Agen
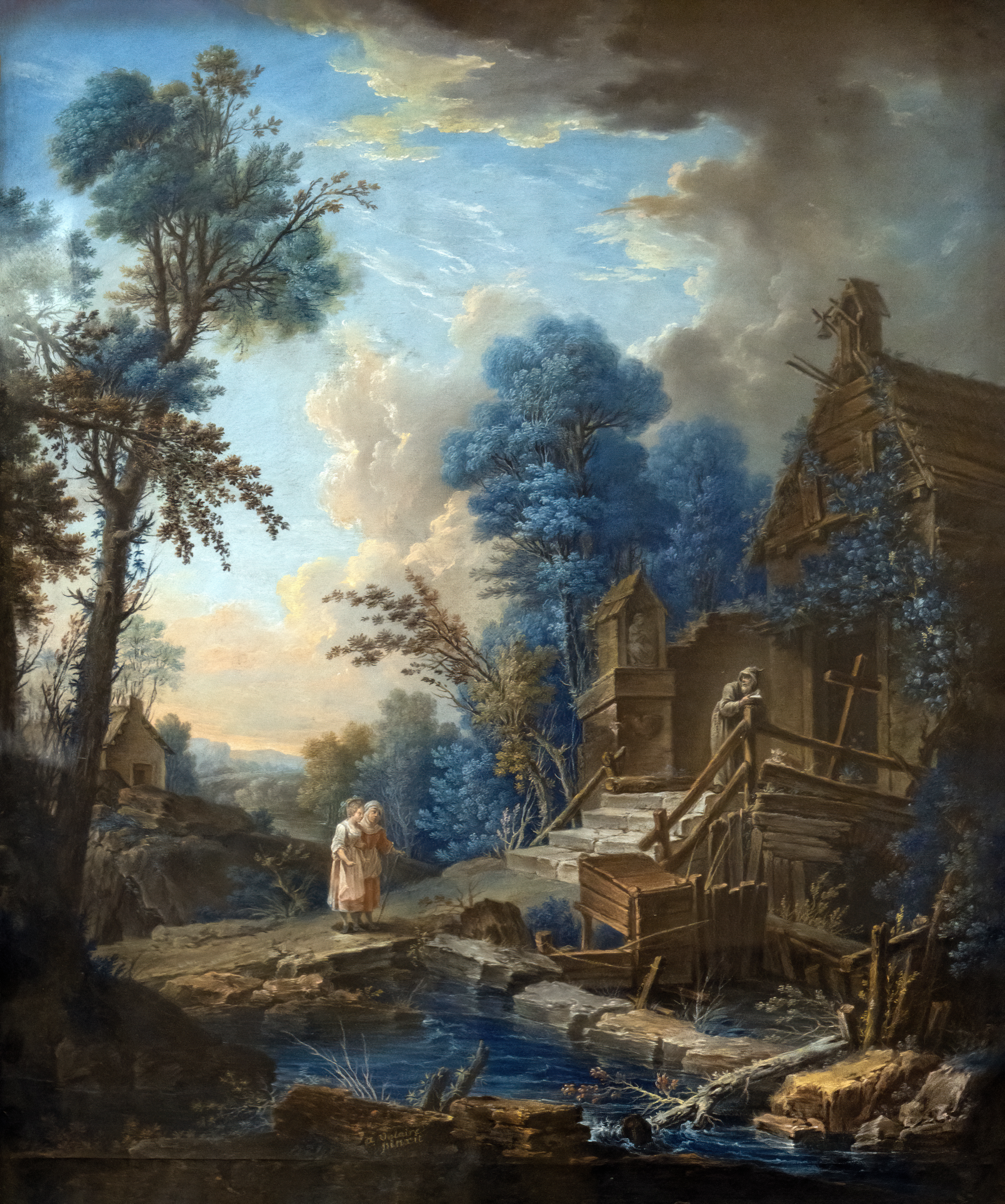
L'Eremita, Museo delle Belle arti di Agen